# 德賴伍德鎮區 (密蘇里州弗農縣)
德賴伍德鎮區（英語：Drywood Township）是位於美國密蘇里州弗農縣的一個行政鎮區。

## 地方資料
德賴伍德鎮區的面積為122.64平方千米，當中陸地面積為122.36平方千米，而水域面積為0.28平方千米。根據2020年美國人口普查的數據，當地共有人口1215人，而人口密度為每平方千米9.91人。